# Myrcia garciae
Myrcia garciae là một loài thực vật có hoa trong Họ Đào kim nương. Loài này được Alain & M.M.Mejia mô tả khoa học đầu tiên năm 1997.